# Peter Ronson
Pour les articles homonymes, voir Ronson.
Peter Ronson (de son nom de naissance Pétur Rögnvaldsson), né à Fjallabyggð en Islande le 22 avril 1934 et mort dans le comté d'Orange, Californie, le 16 janvier 2007, est  un acteur et un athlète islandais qui représenta son pays au 110 m haies lors des jeux olympiques d'été de 1960 à Rome.
Ronson est notamment connu pour son unique participation au cinéma, grâce à son rôle de Hans Belker dans le film Voyage au centre de la Terre de 1959, ne parlant pas anglais à ce moment-là, toutes ses répliques du film furent dites en islandais.

## Filmographie
- 1959 : Voyage au centre de la Terre